# Fabrizio Serbelloni
Fabrizio Serbelloni   (Milà, 4 de novembre de 1695 - Roma, 7 de desembre de 1775) va ser un cardenal catòlic italià.
De família noble milanesa, Fabrizio Serbelloni era el sisè fill de Giovanni Serbelloni, segon duc de San Gabrio i Gran d'Espanya, i de la seva muller Maria Giulia Trotti Bentivoglio. Els seus germans van ser Costanza, Luigia, Gabrio, Giovanni Battista i Galeazzo.
Fabrizio va estudiar inicialment amb preceptors privats al palau patern de Milà, i posteriorment va ser enviat al Col·legi Clementí de Roma. El 19 de juliol de 1718 assolí titular-se in utroque iure a la universitat de Pavia.
El 1719, durant el pontificat d'Innocenci XIII, ingressà a la Cúria Pontifícia com a prelat domèstic de Sa Santedat, i el 27 d'agost de 1721 va ser nomenat pel càrrec de Refendari pel tribunal de la Signatura Apostòlica de Gràcia i Justícia. Vice-legat a Ferrara el 1822, ocupà aquest càrrec durant 7 anys consecutius. El 1726 va ser nomenat Inquisidor General a Malta. Pel seu temperament orgullós, es guanyà les antipaties d'un grup de cavallers de Malta, que el van fer caure per un barranc amb la intenció de matar-lo. Salvat miraculosament de l'atemptat, va ser reclamat a Roma per la seva seguretat i el 1730 esdevingué governador de Loreto (Ancona) i Recanati, sent conseller de la Inquisició.
Després de rebre els ordes menors el 22 de juny de 1723, el sotsdiaconat el 24 de juny i el diaconat el 29, va ser ordenat prevere l'1 de juliol de 1731 i el 6 d'agost d'aquell mateix any va ser nomenat arquebisbe titular de Patrasso. L'1 de setembre de 1731 se'l nomenà nunci apostòlic davant del Gran Ducat de Toscana, i el 9 de desembre d'aquell any esdevingué assistent al Soli Pontifici. Fabrizio Serbelloni inicià així una florida carrera diplomàtica que el portà a esdevenir nunci a Colònia entre el 5 de febrer de 1734 i el 8 d'agost de 1738, quan esdevingué nunci apostòlic a Polònia. Finalment, l'1 de març de 1746 va ser nomenat nunci apostòlic a Àustria.
Va ser creat cardenal al consistori del 26 de novembre de 1753, però va ser l'emperador Francesc I qui li imposà el capel cardenalici (per mitjà del comte Petroni), en virtut del privilegi acordat amb l'emperador d'imposar la birreta cardenalícia al nunci apostòlic. El 22 de juliol de 1754 va rebre el títol de Santo Stefano Rotondo al Celio, esdevenint tanmateix protector de l'orde de Sant Agustí. Legat a Bolonya des del 16 de setembre de 1754, la legació va ser prorrogada per un trien fins al 3 de gener de 1757. Participà en el conclave de 1758 que elegí com a Pontífex a Climent XIII, qui prorrogà la legació a Bolonya fins al 1761. Esdevingué protector de la Congregació Llombarda dels Observants de l'orde de Sant Girolamo el 25 de gener de 1763. el 21 de març de 1763 canvià el seu títol cardenalici pel de Santa Maria in Trastevere.
El 16 de maig de 1763 va ser promogut a l'orde de cardenal bisbe d'Albano. Quan el Papa Climent XIII anava a celebrar el consistori del 26 de setembre de 1766 i Serbelloni va veure que entre la llista dels nous cardenals no s'havia inclòs al seu amic Mario Marefoschi, es va dirigir personalment al Papa per protestar enèrgicament a aquesta greu mancança, anunciant-li que no prendria part en el consistori, i que estaria absent de la Cúria Romana durant uns dies en protesta. A continuació, va prendre part en el conclave de 1769, que va acabar amb l'elecció del Papa Climent XIV. El 18 d'abril de 1774 es va convertir en bisbe d'Òstia i Velletri. Participa en el conclave de 1774-1775, que elegí a Pius VI. Per tal d'obtenir grans ingressos, es va convertir en abat de les abadies de San Lanfranco a Parma i Sant Dionís a Milà.
Va morir a Roma el 7 de desembre de 1775, sent enterrat a la basílica de Santi Ambrogio e Carlo al Corso, església nacional dels milanesos. El Papa i el Sacre Col·legi participaren en el seu funeral.